# 罗斯季斯拉夫 (大摩拉维亚)

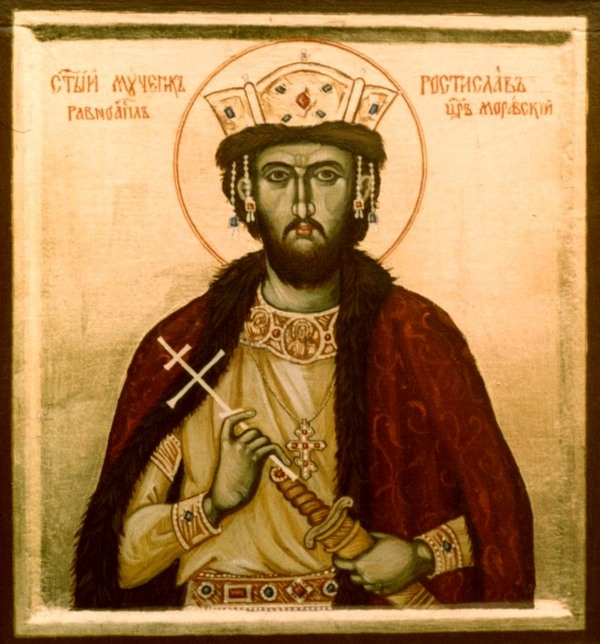
罗斯季斯拉夫

罗斯季斯拉夫（捷克语：Rostislav，？—870年）西斯拉夫人建立的大摩拉维亚公国的公爵（846年～870年在位）。
罗斯季斯拉夫是大摩拉维亚公国的建立者莫伊米尔一世的侄子。在846年莫伊米尔死后，他借助东法兰克国王日耳曼人路易的力量当上了大摩拉维亚公爵。路易认为罗斯季斯拉夫将是一个可以控制的附庸，但罗斯季斯拉夫在巩固了自己在国内的地位后就实行独立的政策，并着手把东法兰克人的影响从摩拉维亚清除出去。日耳曼人路易在855年进攻摩拉维亚以图制服罗斯季斯拉夫，结果遭到失败。
为了消除法兰克人通过基督教施加的影响，罗斯季斯拉夫在863年请求拜占庭帝国皇帝米海尔三世派遣希腊正教的主教和教师来大摩拉维亚传教（法兰克人的教士使用拉丁语，而拜占庭教士使用希腊语）。米海尔三世同意了这个请求，并派遣圣基里尔和圣梅福季两兄弟来摩拉维亚。在动身之前，圣基里尔创造了最早的斯拉夫语字母。但所创造的是哪种字母，学术界尚无定论（可能是格拉哥里字母，也可能是早期的基里尔字母）。基里尔和梅福季在摩拉维亚使用斯拉夫语传教，对摩拉维亚的文化起到很大推动作用。
864年罗斯季斯拉夫被日耳曼人路易打败，被迫承认后者的宗主权。此时他的侄子斯瓦托普鲁克开始阴谋反对他。870年，斯瓦托普鲁克与日耳曼人路易的儿子巴伐利亚国王卡洛曼勾结，在内战中打败并俘获了罗斯季斯拉夫。罗斯季斯拉夫被押往巴伐利亚，并死在那里。

## 资料来源
- 苏联历史百科全书·人物卷，及其他

| 前任： 莫伊米尔一世 | 大摩拉维亚公爵 846年－870年 | 繼任： 斯瓦托普鲁克一世 |